# Elżbieta Fijałkowska

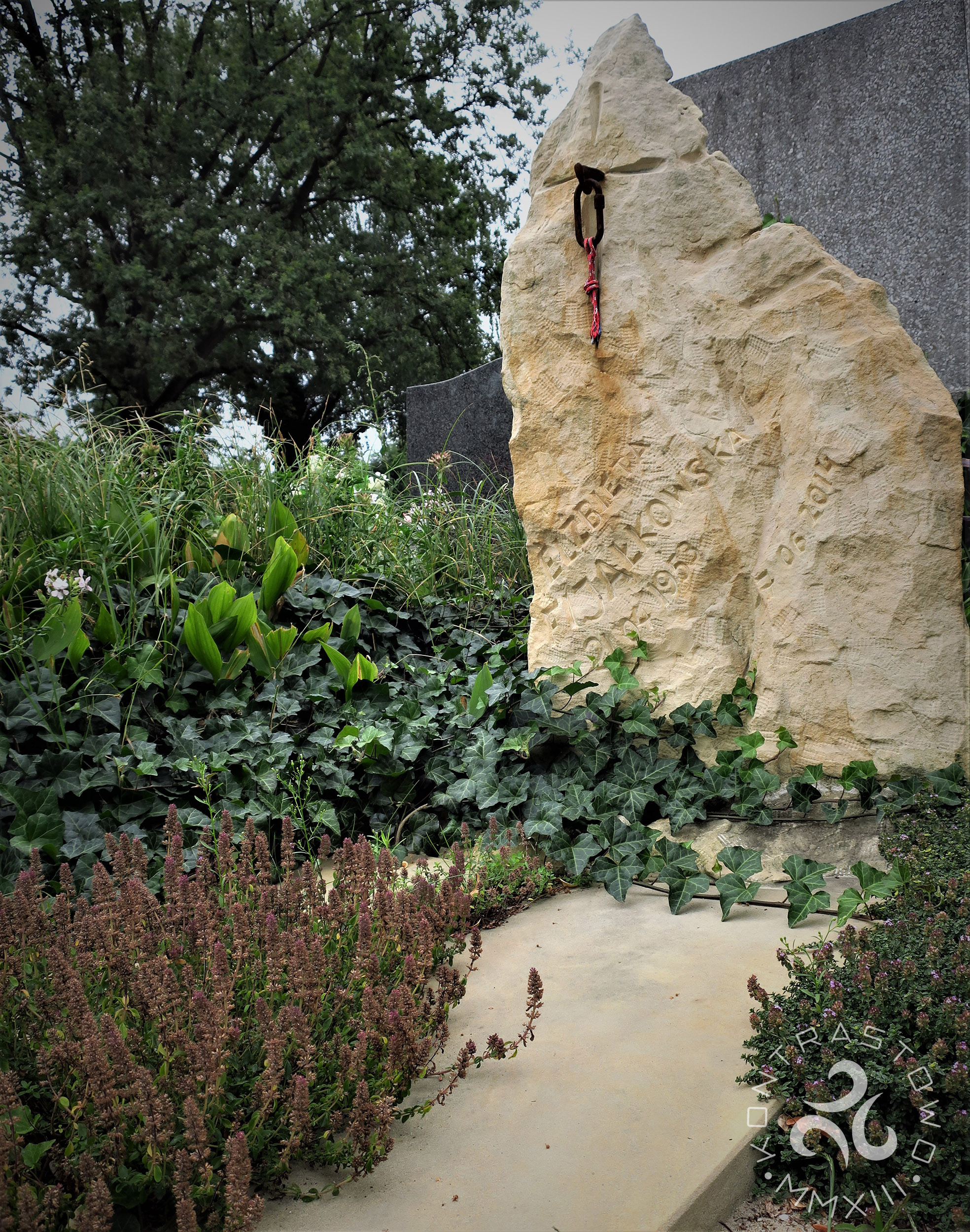
Nagrobek Elżbiety Fijałkowskiej na łódzkim cmentarzu na Mani. Użyto ulubionych przez alpinistkę skał piaskowca oraz jej własnego haka wspinaczkowego. Autorem pomnika jest architekt Tomasz Skorupa.

Elżbieta Maria Fijałkowska z domu Sosnowska znana także jako „Glajza” (ur. 21 kwietnia 1953, zm. 7 czerwca 2014 w masywie Czarnego Szczytu) – polska alpinistka, taterniczka i instruktorka wspinaczkowa, magister fizyki. Córka doktora Andrzeja Sosnowskiego, dyrektora łódzkiego ZOO.

## Życie i działalność
Zaczęła wspinać się w latach 70. XX wieku, działając jednocześnie jako członek i instruktor Łódzkiego Klubu Wysokogórskiego. Brała udział między innymi w przejściach zespołowych kobiet w Dolomitach w tym:
- Droga Andricha na Torre Venezia (1979)
- Droga Tissiego na Torre Trieste (1979)
- Droga Comiciego na Cima Grande (1980)
- Drogra Cassina na Cima Ovest (1980)[6]

Jako taterniczka brała udział we wspólnych przejściach z Janem Fijałkowskim w tym między innymi Superścieku w Kotle Kazalnicy czy wspólnie z  kobiecym zespołem Sadusia na Mnichu. Była inicjatorką i organizatorem zorganizowanego w 2002 roku, I Zjazdu Instruktorów Polskiego Związku Alpinizmu, a także autorką i współautorką dróg wspinaczkowych w Hejszowinie (Góry Stołowe), w tym między innymi: Rysy Glajzy VI, Drogi Glajzy VIIb/c, Saskiej pierdoły VIIIa czy Zezowatego szczęścia VIIa. 
Była członkiem Łódzkiego Klubu Wysokogórskiego, gdzie prowadziła także kursy wspinaczkowe oraz była członkiem zarządu. Była też inicjatorką i nieformalną dyrektorką odbywających się od 2001 r. Zlotów Łojantów – spotkań taterników pokolenia lat 70. i 80. XX w.
W latach osiemdziesiątych, za sprawą brata, ks. Sławomira Sosnowskiego, związana z opozycją antykomunistyczną. 
Była związana z łódzkimi uczelniami – Politechniką Łódzką, gdzie prowadziła sekcję wspinaczkową AZS, oraz Uniwersytetem Medycznym – była współtwórczynią oraz wieloletnim instruktorem sekcji wspinaczkowej AZS UMed Łódź dodatkowo organizując regularnie letnie i zimowe obozy szkoleniowe dla przyszłych lekarzy i medyków. 
Zginęła na skutek upadku podczas wspinaczki w masywie Czarnego Szczytu, w głównej grani Tatr w słowackich Tatrach Wysokich na wysokości około 2200 m n.p.m.